# Заря (Новгородская область)
Заря — деревня в Демянском районе Новгородской области России. Входит в состав Жирковского сельского поселения.

## История
В 1963 г. Указом Президиума ВС РСФСР деревня Кривая Часовня переименована в Заря.

## Население
| 2010 |
| ---- |
| 31   |